# صموئيل ك. إرفينغ
صموئيل ك. إرفينغ (بالإنجليزية: Samuel C. Irving) هو سياسي أمريكي، ولد في 1858، وتوفي في 2 ديسمبر 1930. كان عمدة لمدينة بيركلي في كاليفورنيا من 1915 إلى 1919 وعضوًا في مجلس أمناء جامعة كاليفورنيا في 1901. ترشح لمجلس الشيوخ الأمريكي في 1926 لكنه لم يُحالفة الحظ. لقي حتفه نتيجة حادث سير بالقرب من منزله.